# Morpho aega

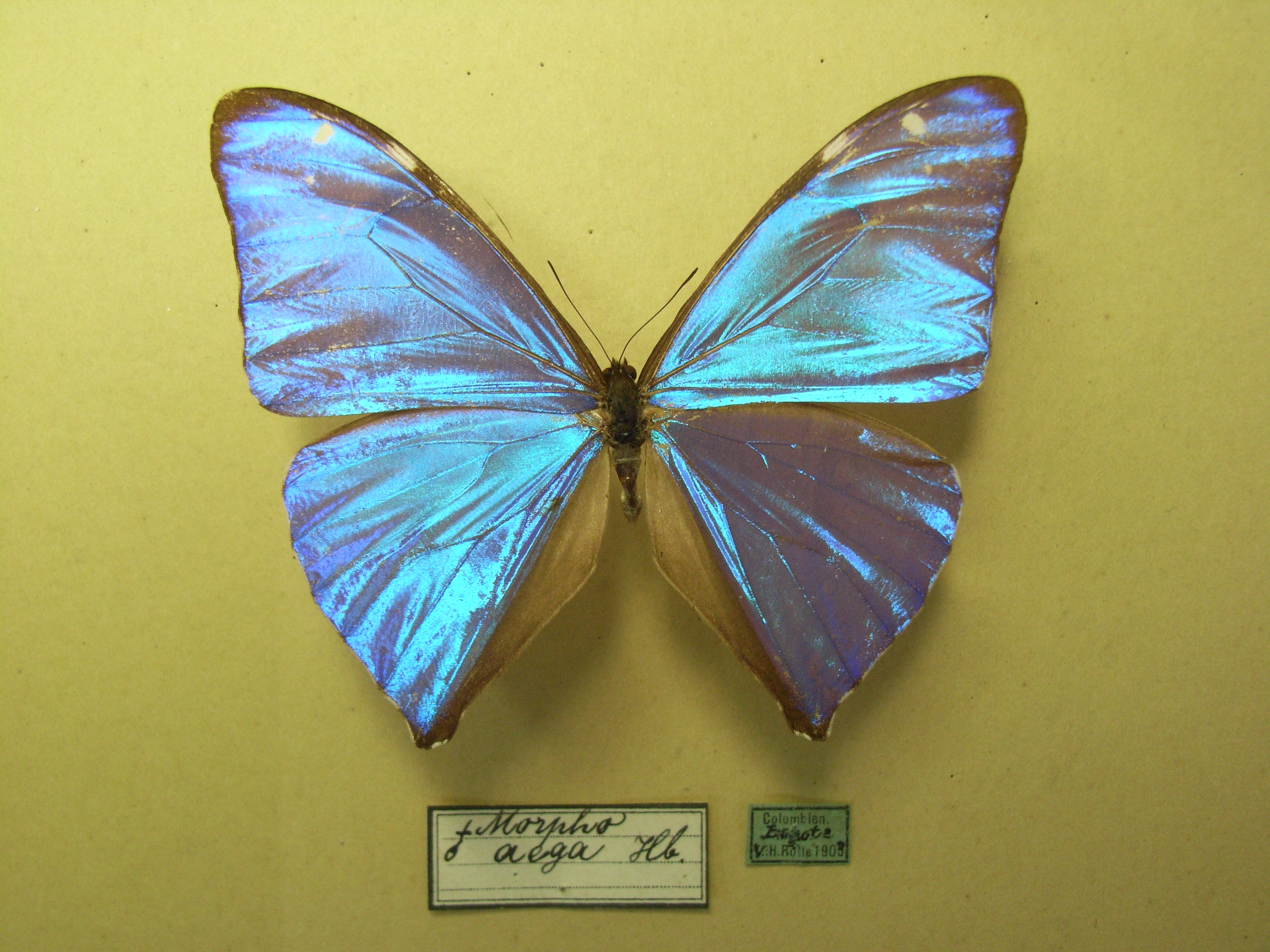
Morpho aega aega.

Morpho aega, denominada comúnmente mariposa verá, es una especie de lepidóptero ditrisio del género Morpho, de la familia Nymphalidae. Habita en regiones selváticas de Sudamérica.

## Taxonomía y características
Esta especie fue descrita originalmente en el año 1822 por el entomólogo alemán Hübner. 
Se la sitúa en el subgénero Cytheritis Le Moult & Réal 1962.
Subespecies
Esta especie posee 2 subespecies: 
- Morpho aega aega (Hübner, [1822])
- Morpho aega amargosensis Otero & Soares, 1996

Características
Morpho aega aega mide de 45 a 50 mm de largo total. 
Dorsalmente el macho es casi por completo celeste; la hembra es similar, pero con un reborde negro en todas sus alas. Ventralmente presentan tonos marrón-rojizos en sus bordes, con ocelos y una amplia área central en distintos tonos de color canela.

## Distribución geográfica
Morpho aega se distribuye en selvas de Sudamérica. Se la encuentra en Brasil en los estados de: Bahía, Espirito Santo, Río de Janeiro,  São Paulo, Mato Grosso, Mato Grosso do Sul, Paraná, Santa Catarina y Río Grande del Sur. También habita en el Paraguay y en el nordeste de la Argentina, en las provincias de Formosa y Misiones, donde se le brinda protección en algunas áreas protegidas, por ejemplo sobre el río Iguazú, en la reserva privada Yacutinga, y en el parque nacional Iguazú.
Deben confirmarse los registros para las provincias del Chaco y Corrientes. 

## Características
Morpho aega es una mariposa grande, llamativa, de vuelo poderoso, lento, ondulante, a baja o media altura, con habituales planeos y bruscos aleteos, generalmente recorriendo senderos en sectores umbríos y húmedos de las selvas donde habita. Se posa sobre frutos fermentados que caen al piso, o sobre excrementos. Al ser asustada se aleja de la amenaza hacia sectores densos volando rápida y erráticamente para desorientar a la fuente de peligro, aumentando la celada posándose de repente para quedar totalmente quieta y con las alas cerradas, confiando en su mimetismo alar ventral.
Al cruzar por tramos soleados. sus alas brillantemente espejadas producen notables destellos, que según los especialistas, se relacionarían con comportamientos sexuales de exhibición.
Larvas u orugas
Son velludas, con la primera mitad amarilla y la segunda blanca, con rayas rojas y negras. La crisálida es de color verde, y se coloca suspendida.
Especies vegetales hospedadoras
Las larvas u orugas de Morpho aega se alimentan de las hojas de Bambusa, Chusquea, Merostachys y Phyllostachys.

## Conservación
Al igual que otras especies de mórfidos, es capturada intensamente para crear con ella cuadros decorativos. Esta especie les aporta su curioso patrón metalizado, por lo cual es especialmente perseguida, lo que conlleva que sea habitual verla volar sólo en áreas protegidas, las que a su vez, conservan las especies de bambúes que nutren a sus larvas.